# IC 1927
IC 1927 је двојна звијезда у сазвјежђу Часовник која се налази на листи објеката дубоког неба у Индекс каталогу.
Деклинација објекта је - 51° 43' 56" а ректасцензија 3h 25m 13,0s. IC 1927 је још познат и под ознакама ESO 200-?19.